# 羅塞爾 (伊利諾伊州)
羅塞爾（英語：Roselle）是位於美國伊利諾伊州庫克縣與杜佩奇縣的一個村落。

## 地理
羅塞爾的座標為41°58′50″N 88°05′08″W / 41.98056°N 88.08556°W，而該地最高點為海拔高度216米（即709英尺）。

## 人口
根據2010年美國人口普查的數據，羅塞爾的面積為3.75平方千米，當中陸地面積為3.75平方千米，而水域面積為0.00平方千米。當地共有人口22,763人，而人口密度為每平方千米6,070人。